# 151
151（百五十一、ひゃくごじゅういち）は自然数、また整数において、150の次で152の前の数である。

## 性質
- 151は36番目の素数であり、1つ前は149、次は157。
  - 約数の和は152。
- 149をペアとした (149, 151) は12番目に小さな双子素数である。1つ前は(137, 139)、次は(179, 181)。
- 151 = 151 + 0 × i (iは虚数単位)
  - a + 0 × i (a > 0) で表される19番目のガウス素数である。1つ前は139、次は163。
- 1 と 5 を使った最小の素数である。次は1151。ただし単独使用を可とするなら1つ前は11。(オンライン整数列大辞典の数列 A020453)
  - 15…51 の形の最小の素数である。次は15551。ただし挟まれた数は無くてもいいとすると最小は11。(オンライン整数列大辞典の数列 A068646)
- 25番目の回文数である。1つ前は141、次は161。
  - 8番目の回文素数である。1つ前は131、次は181。ただし1桁の数を除くと4番目の回文素数である。
- 11番目のオイラー素数である。1つ前は131、次は173。
- 9番目の 8n − 1 型の素数である。この類の素数は x2 − 2y2 と表せる。(151 = 132 − 2 × 32) 1つ前は127、次は167。
- 各位の和が7になる14番目の数である。1つ前は142、次は160。
  - 各位の和が7になる数で素数になる4番目の数である。1つ前は61、次は223。(オンライン整数列大辞典の数列 A062337)
- 各位の積が5になる5番目の数である。1つ前は115、次は511。(オンライン整数列大辞典の数列 A199985)
  - 各位の積が5になる数で2番目の素数である。1つ前は5、次は1151。(オンライン整数列大辞典の数列 A107691)
- 1/151 = 0.006622516556291390728476821192052980132450331125827814569536423841059602649… (下線部は循環節で長さは75)
  - 逆数が循環小数になる数で循環節が75になる最小の数である。次は302。
  - 循環節が n になる最小の数である。1つ前の74は7253、次の76は722817036322379041。(オンライン整数列大辞典の数列 A003060)
- 151 = 28 − 27 + 25 − 24 + 23 − 21 + 20
  - n = 2 のときの n8 − n7 + n5 − n4 + n3 − n1 + n0 の値とみたとき1つ前は1、次は4561。(オンライン整数列大辞典の数列 A060889)
- 151 = 53 + 52 + 1
  - n = 5 のときの n3 + n2 + 1 の値とみたとき1つ前は81、次は253。(オンライン整数列大辞典の数列 A098547)
    - n3 + n2 + 1 の形の4番目の素数である。1つ前は37、次は577。(オンライン整数列大辞典の数列 A120479)

## その他 151 に関連すること
- 西暦151年
- 紀元前151年
- 年始から数えて151日目は5月31日、閏年は5月30日。
- 地球上で、質量数151の原子核に安定核種は存在しない。
- アルコール度数75.5%のラム酒を151プルーフと呼び、「ロンリコ151」「バカルディ151」など銘柄名に151が付けられるものがある。
- 第151代ローマ教皇はダマスス2世（在位：1048年7月17日～8月9日）である。
- 日本国有鉄道の直流特急型電車の151系電車
- ひゃくごじゅういちは、アニメ『ポケットモンスター』の初代エンディングテーマ。初期のポケモンの総数が151体であったことに由来。
- MG 151 機関砲
- 151 × 10−1 =15.1 は ee の数字列である。（オンライン整数列大辞典の数列 A073226）